# 张集镇 (虞城县)
张集镇，是中华人民共和国河南省商丘市虞城县下辖的一个乡镇级行政单位。

## 行政区划
张集镇下辖以下地区：
张集村、高堂寺村、齐新寨村、赵新寨村、杨新寨村、老杨庄村、大崔庄村、卢庙村、韩集村、小乔集村、乔西村、王楼村、郭李庄村、杨林村、李常六村、马滩村、南刘集村、孟庄村、周新庄村、华楼村、草楼村、吴楼村、张老庄村、小崔庄村、林堂村、康楼村和裴马庄村。